# Ingvar S. Melin

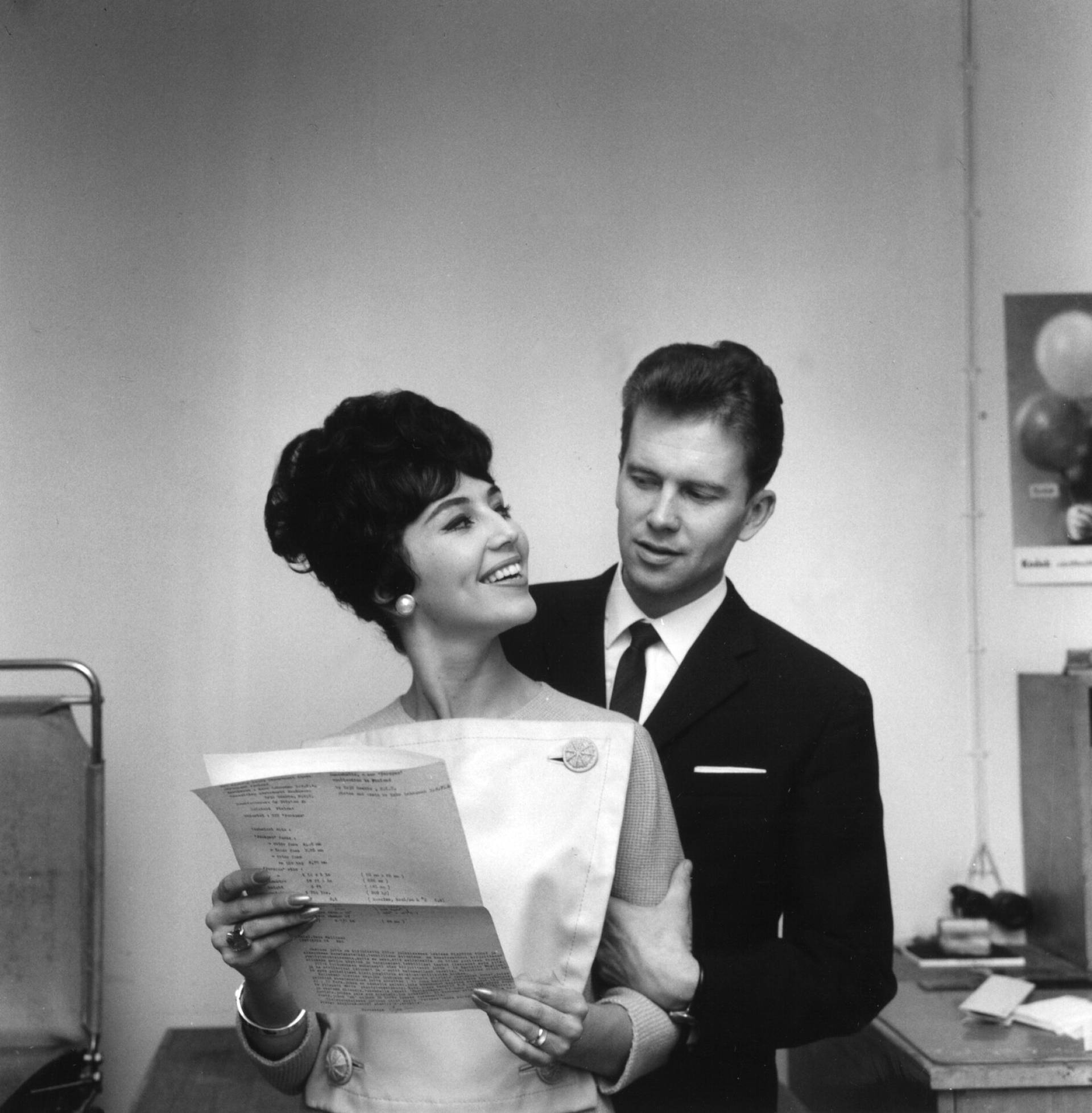
Ingvar S. Melin med hustrun Lenita Airisto år 1961.

Ingvar Selimson Melin, född 29 juni 1932 i Pedersöre, död 10 juni 2011 i Helsingfors, var en finländsk politiker (Svenska folkpartiet), bror till Olav S. Melin. 
Han tjänstgjorde som Finlands försvarsminister i Regeringen Miettunen II 1975–1976. Han var ledamot av Finlands riksdag 1966–1972, 1975–1983 och 1987–1991. Han var sfp:s viceordförande mellan 1973 och 1983.
Melin hittades död den 10 juni 2011 i Svenska riksdagsgruppens arbetsrum. Tidigare riksdagsledamöter har full tillgång till riksdagshuset och Melin vistades där ofta.

## Utmärkelser
- Kommendörstecknet av Finlands Lejons orden,  6 december 1980[3]
- Förbundsrepubliken Tysklands förtjänstorden - stora kommendörskorset[4]

[Redigera Wikidata]